# Kjell Ulfhielm
Kjell Ture Ulfhielm, född 10 mars 1929 i Busjön, Lycksele församling, Västerbottens län, död 14 november 2016 i Tegs distrikt, Umeå, Västerbottens län, var en svensk musiker, lärare och programledare i radio och TV. 
Ulfhielm verkade länge som lärare och gav ut två läroböcker med musik på engelska. Han var verksam inom projektet Skogen i skolan, genomförde 1978 den första lärarutbildningen inom området i Västerbotten och anställdes 1990 som samordnare för verksamheten. Han tilldelades 1984 priset "Skogens Oskar" för sina insatser inom Skogen i skolan.
Under fyra år under senare delen av 1980-talet var han programledare för TV-programmet Café Umeå. Han var värd för radioprogrammet Sommar 1974.